# 八木正幸
八木 正幸（やぎ まさゆき、1966年6月12日 - ）は日本のお笑い芸人、タレント。愛称はやぎちゃん・やぎねぇ。M&Mエージェンシー所属。身長170cm。

## 来歴・人物
出生は京都府乙訓郡長岡町（現・長岡京市）。福井県立藤島高等学校卒。東京農工大学中退。タレント養成所「才賀企画」を経て1989年に高野保彦とお笑いコンビ「チェリーズ」（1992年より「ちぇりぃず」と表記）を結成。1993年にコンビ解消。ツッコミ担当。1992年からコンビ解消まではプライムワンに所属していた。チェリーズ解散後は会社員生活を送っていたが2007年「リビング70」を結成。2012年福井県にUターンしてからはラジオパーソナリティやテレビリポーターなど幅広く活動している。松本一人とのコンビ「やいち」の他「チェリーボーイズ」「チェリーキャンディ」など様々なユニットを組んでいる。劇団前進座の中嶋宏太郎は高校の同級生。福井街角放送の織田玲子は中学の同級生。

## 主な出演

### 映画
- 雪の花 -ともに在りて-（2025年1月24日、松竹） - 村人 役[3]

### テレビ
- やる気マンマン日曜日（1989年、TBS）
- 会議中ですよ！（1989年、テレビ東京）
- 平成名物TV　トンガリ編（1989年、TBS）
- 演芸ひろば（1993年、NHK）
- 天国に一番近い病院（1993年、フジテレビ） - 医師 役
- いきいき情報ふくい（2014年、2016年、ふくチャンネル）
- やろっさFUKUI（2015年 - 2024年、ふくチャンネル）
- 第3回たんなん紅白歌合戦（2016年、たんなんスマイルTV）
- チア☆ダン 第1話（2018年、TBS） - 駅員 役
- ハッピーたんなんニューイヤー2019（2019年、たんなんスマイルTV）
- エンジョイカラオケ♪たんなん歌宴（2019年、たんなんスマイルTV）

### ラジオ
- ラジオ・チャリティー・ミュージックソン（1991年、ニッポン放送）
- モアモア爆笑新鮮組（1992年、ニッポン放送）
- 魚屋亭勘八の一本釣り（2013年、たんなん夢レディオ）
- 八木正幸のスリーミーなひととき（2013年 - 2023年、たんなん夢レディオ）
- ハロー！きくりんスタジオ（2013年、たんなん夢レディオ）
- 松本一人の絶対に笑わないといけないラジオ（2014年、たんなん夢レディオ）
- 初夏のぐるっと丹南！ゴールデンウィーク特番（2014年 - 、たんなん夢レディオ）
- 天津弥のガボステージ（2016年 - 、たんなん夢レディオ）
- まつうらカントクのセンチメートルムービー（2017年 - 、たんなん夢レディオ）
- Song is love ～スリーミーなひととき～（2024年 - 、たんなん夢レディオ）

### ビデオ
- 郷土の偉人『食育の祖』石塚左玄（2014年、福井市広報ビデオ） - 石塚左玄 役[4]

### CM
- ギンザビュティークリニーク[5]
- オーイング[6]
- 小浜海産物「カシスプラス」
- スリーエム ジャパン「スコッチ・ブライト」[7]
- PACHINKO&SLOT「ARROW」[8]

### ライブ・イベント
- マグナム北斗の『与太話』
- 滝上がりライブ
- ジュピタライズ
- 三者・生き方フェスティバル
- 「せのしすたぁ」の福井にもっと恋したいライブ in FUKUI
- まいっちんぐライヴ
- MUSIC CIRCUS 2014
- さわやかレモンちゃんLIVE
- オフィス笑SHOWお笑いLIVE
- 石友リフォームサービス 増改築リフォームフェア

## 関連人物
- コント山口君と竹田君
- ただのいっこ（才賀企画で同期[9]）
- まじかるず（藤代と３年半同居[10]）
- マグナム北斗[11]
- 水沢紀子[12]